# OpenSUSE
openSUSE(prononciation : /opənˈsuːzə/, en anglais : [oʊpənˈsuːzə]) est une distribution Linux libre et open source majeure d'origine allemande. C'est une distribution communautaire développée par l'openSUS project soutenue par SUSE et d'autres sponsors. Elle est l'héritière de l'historique « SUSE Linux Professionnal » et sert désormais de base aux produits SUSE Linux Enterprise.

## Histoire
Le 4 août 2005, le porte-parole et directeur des relations publiques de Novell, Bruce Lowry, annonça que le développement de SUSE Linux deviendrait plus ouvert et, qu'avec le lancement du projet communautaire openSUSE, similaire au projet Fedora de son concurrent direct Red Hat, ils essaieraient d'atteindre une plus grande proportion d'utilisateurs et de développeurs.
Le but du projet openSUSE est de procurer un environnement rendant la distribution SUSE la plus facile d'accès, et la plus adaptée aux goûts de l'utilisateur moyen et du développeur expérimenté, pour en faire la distribution et la plateforme de développement open-source la plus utilisée.
Le système d'exploitation avait déjà, par définition, un code open source, et le processus de développement serait plus ouvert qu'avant, permettant aux développeurs ainsi qu'aux utilisateurs de collaborer : auparavant, le travail de développement était fait in-situ par SUSE, et la version 10.0 fut la première à être offerte au public, pour essai. Pour la première fois, les bureaux GNOME et KDE sont mis sur un pied d'égalité, alors que la distribution était habituellement orientée vers le bureau KDE.
Ce changement de philosophie mena, suivant en cela les traces de la plupart des projets open - source, à la sortie de la distribution en téléchargement gratuit direct avec accès à un serveur de mises à jour en ligne ; un délai de deux mois était auparavant obligatoire pour qui n'avait pas acheté la boîte. Une version téléchargeable gratuitement, en version entièrement open source ou non (OSS : Open Source Software), et une édition en boîte sont disponibles.
En quelques mois, la distribution SUSE est passée d'un statut très fermé à un statut plus ouvert, accroissant sa popularité et son succès. Au vu de la confusion qu'il y avait entre les dénominations openSUSE, pour la communauté, et SUSE Linux, pour la distribution, il a été décidé, lors des premiers essais de la version 10.2, de renommer la distribution en openSUSE et de garder l'appellation SUSE Linux pour les produits du secteur entreprises de Novell.

## Caractéristiques
Si openSUSE est livrée avec beaucoup de logiciels similaires à d'autres distributions, certaines caractéristiques lui sont bien spécifiques. Parmi celles-ci, on peut citer : le centre de contrôle YaST, le gestionnaire de paquets ZYpp, le service en ligne de compilation public (nommé openSUSE Build Service), la participation directe dans le développement de GNOME et KDE, le « polissage » du bureau avec les versions récentes de GNOME et KDE, et le système d'installation en un clic des logiciels (one-click install).

### Centre de contrôle YaST
Le centre de contrôle YaST (Yet Another Setup Tool) est un outil d'installation et de configuration constitué d'une multitude d'outils pour paramétrer l'ordinateur. Les différents modules sont classés par catégories. Cet outil fait la force d'openSUSE et des distributions commerciales dérivées de Novell car sa simplicité permet à tout un chacun d'installer des logiciels, de configurer de manière avancée son système ou de mettre en place des réseaux ou divers serveurs sans pour autant devoir être un professionnel de Linux.
Autrefois « propriétaire », il est désormais libre depuis le rachat de SuSE par Novell.

#### Différentes interfaces de YaST
Une caractéristique de cet outil est qu'il fournit une interface graphique bien intégrée à l'environnement choisi (Qt ou GTK+), ainsi qu'une interface ncurses. Cette dernière est particulièrement utile pour les installations non-graphiques, pour l'administration système à travers une connexion Internet lente, ou a des fins de dépannage. Il existe également une interface web pour YaST appelé WebYaST, le but est de proposer une interface de gestion web comme pour les box internet.

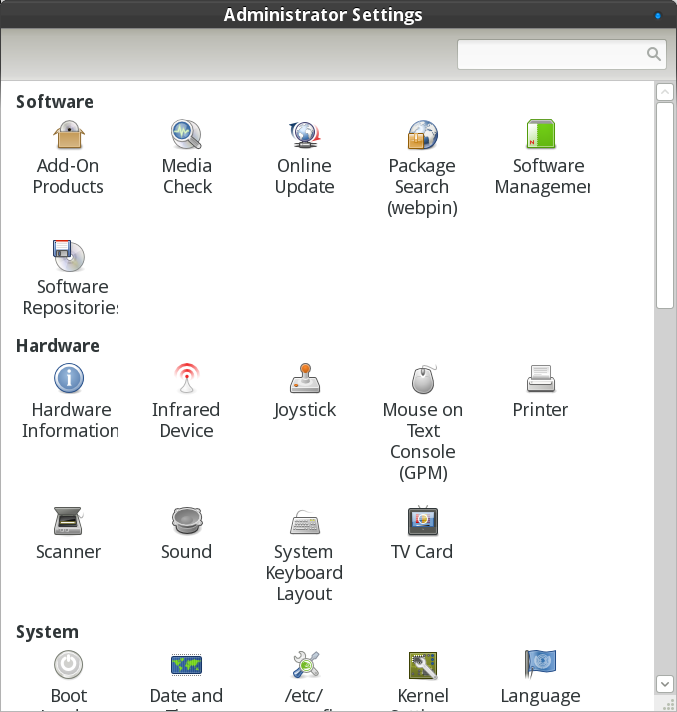
YaST en interface GTK+.
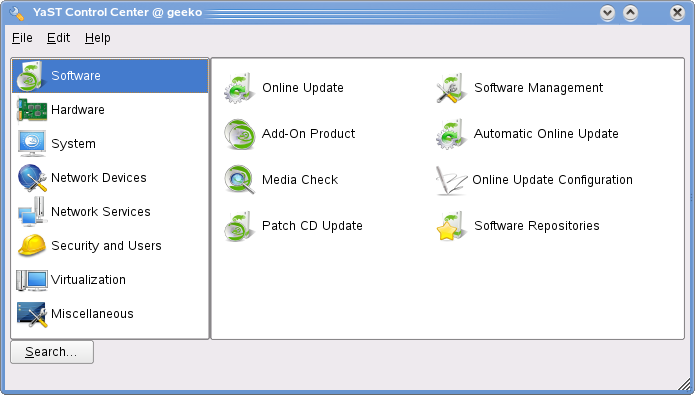
YaST en interface Qt.
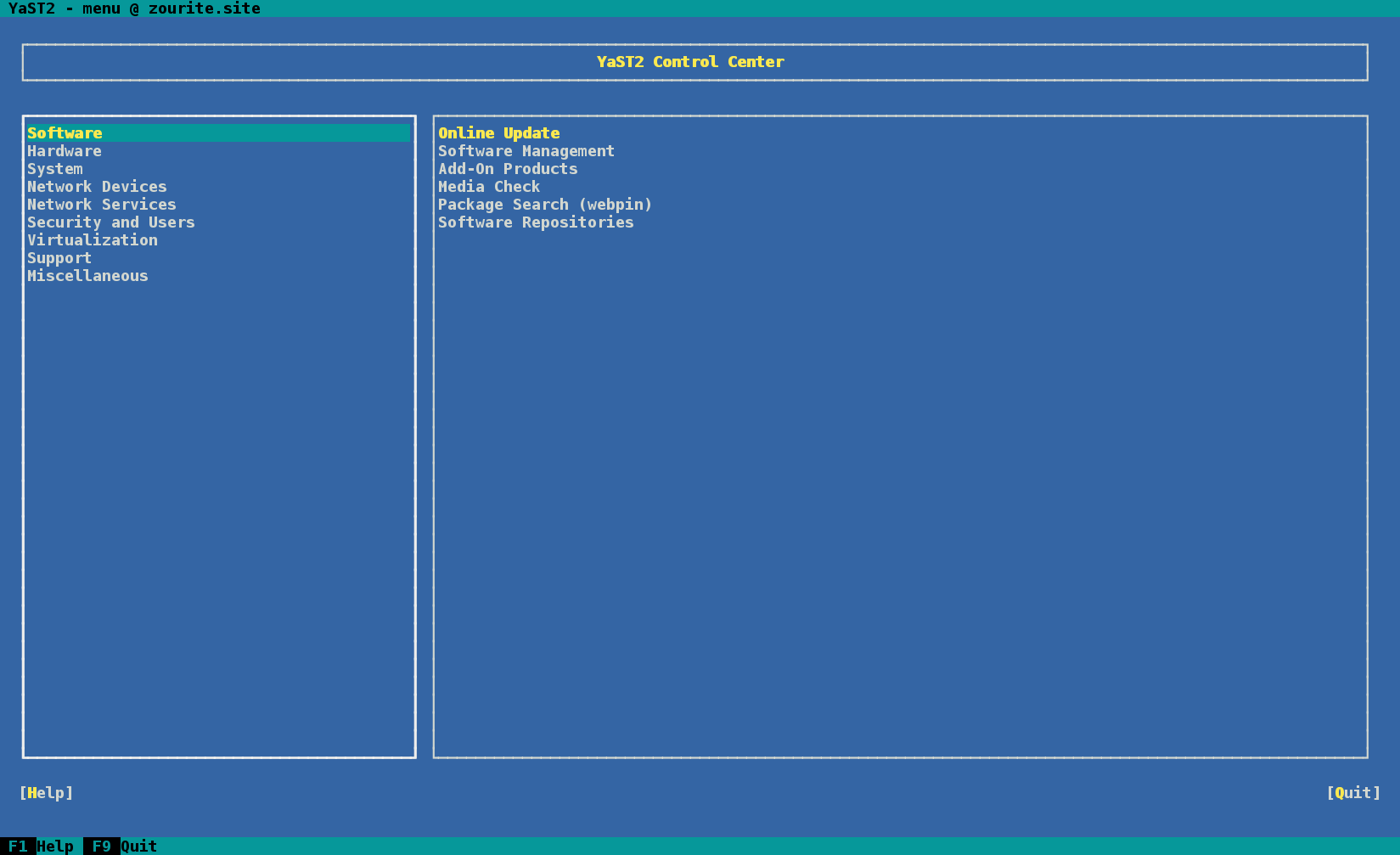
YaST en interface ncurses.
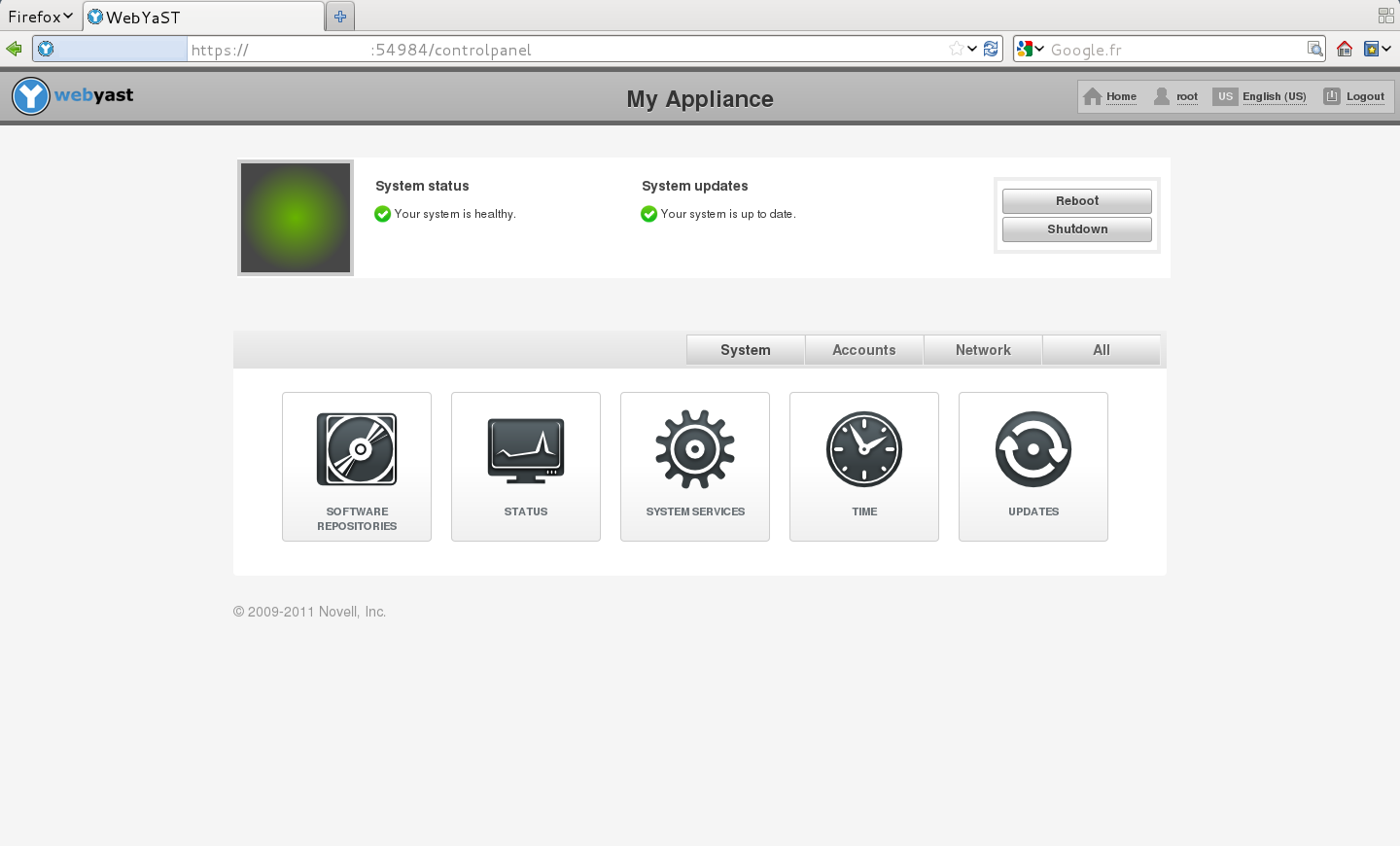
Portail Web pour YaST

### Installation automatisée AutoYaST
AutoYaST est un système qui permet d'installer un ou plusieurs systèmes SUSE automatiquement sans intervention de l'utilisateur.
Les installations AutoYaST sont effectuées en utilisant un fichier de contrôle XML qui contient les données d'installation et de configuration. Le profil de chaque système courant est stocké dans /root/autoyast.xml. Ce fichier xml peut-être créé en quelques clics de souris avec l'outil "yast2 autoyast".

### Système de paquets ZYpp
La distribution SuSE repose sur le format de paquets RPM (RPM Package Manager) inventé par Red Hat, et utilise son propre système de gestion des paquets : ZYpp (ou libzypp).
Le gestionnaire ZYpp fait suite aux rachats consécutifs en 2003 de Ximian et SuSE GmbH par Novell, qui décida de fusionner les systèmes RedCarpet et YaST package manager à son système Zen Management Network, destiné à la gestion de grands parcs hétérogènes. Alors que le gestionnaire résultant, ZYpp, fonctionnait bien sur les produits Entreprise avec le démon ZMD, il n'était pas très bien adapté à une distribution grand public, la version openSUSE 10.1 sortit en 2006 avec un système de paquets imparfait, mal adapté et souffrant de problèmes de performance. Des ISO d'une version remasterisée (10.1 bis) furent publiées quelques mois après cette sortie pour pallier ce problème. En décembre 2006 la version 10.2 d'openSUSE corrigera les plus gros problèmes de ZYpp sans toutefois proposer une version “parfaite”. Par la suite, ZMD fut supprimé définitivement de la distribution et est désormais réservé uniquement à la version Entreprise, laissant à openSUSE une version de ZYpp revisitée.
La version 11.0 introduit une nouvelle version de ZYpp et se différencie des outils similaires tels que APT ou YUM et sur la base des résultats prometteurs du solveur de démonstration OPIUM destinés à combler leur faiblesses, le gestionnaire ZYpp utilise une nouvelle approche pour la résolution des dépendances par l'utilisation d'un solveur booléen SAT, conduisant à une fiabilité accrue. Depuis cette version cet outil se distingue par ses performances : il est très rapide et affiche une empreinte mémoire très faible en regard des autres solutions existantes.

### Ligne de commande Zypper
L'interface en ligne de commande de ZYpp est Zypper. Il permet d’accéder à des dépôts distants, d'installer des paquets, de résoudre les dépendances, de rechercher des mises à jour logiciel, etc.
Quelques commandes Zypper  :
- zypper install nom_paquet : installe un paquet (et les dépendances, si nécessaire),
- zypper remove nom_paquet : désinstalle un paquet (et gère les dépendances liées),
- zypper search nom_paquet : recherche un paquet sans être sensible à la casse,
- zypper info nom_paquet : donne les informations sur le paquet concerné,
- zypper list-updates : liste les mises à jour disponibles,
- zypper update : met à jour tous les programmes installés,
- zypper dist-upgrade : mise à jour vers une version de distribution plus récente,
- zypper ps : après chaque mise à jour ou suppression de paquet, certains processus utilisent des fichiers supprimés ou devenus obsolètes par la mise à jour, cette commande permet de lister ces processus,
- zypper refresh : rafraichissement des méta-données de tous les dépôts configurés.

### Service de compilation Buildserver
Un Buildserver, progressivement mis en place depuis la création du projet openSUSE, est opérationnel et complète la distribution par son infrastructure.
L’openSUSE Build Service est la plateforme ouverte et complète de développement qui fournit l'infrastructure pour un développement de distributions futures basées sur openSUSE. Il fournit à des développeurs de logiciel un outil pour compiler, mettre à disposition et éditer leur logiciel pour une large audience d'utilisateurs, y compris la création de leur propre distribution basée sur openSUSE, pour différentes architectures matérielles. L’openSUSE Build Service rend la création de paquet plus facile. Il fournit des serveurs et l'infrastructure de création de paquets pour openSUSE mais aussi pour d'autres distributions. Le Build Service peut facilement être accédé via une interface Web, ou par l'intermédiaire d'une ligne de commande client. Une API utilisable via des logiciels clients spécifiques est également disponible.

### Certification LSB
La distribution est certifiée comme respectant la norme LSB (Linux Standard Base).

### Historique des versions
| Version            | Date de publication | Fin de Support   |
| ------------------ | ------------------- | ---------------- |
| openSUSE Leap 15.6 | 12 juin 2024        | 31 décembre 2025 |
| openSUSE Leap 15.5 | 7 juin 2023         | 31 décembre 2024 |
| openSUSE Leap 15.4 | 8 juin 2022         | 31 décembre 2023 |
| openSUSE Leap 15.3 | 2 juin 2021         | 31 décembre 2022 |
| openSUSE Leap 15.2 | 2 juillet 2020      | 31 décembre 2021 |
| openSUSE Leap 15.1 | 22 mai 2019         | 31 janvier 2021  |
| openSUSE Leap 15.0 | 25 mai 2018         | 3 décembre 2019  |
| openSUSE Leap 42.3 |                     | 1er juillet 2019 |
| openSUSE Leap 42.2 |                     | 26 janvier 2018  |
| openSUSE Leap 42.1 |                     | 17 mai 2017      |
| openSUSE 13.2      |                     | 17 janvier 2017  |
| openSUSE 13.1      |                     | 3 février 2016   |
| openSUSE 12.3      |                     | 29 janvier 2015  |
| openSUSE 12.2      |                     | 15 janvier 2014  |
| openSUSE 12.1      |                     | 15 mai 2013      |
| openSUSE 11.4      |                     | 5 novembre 2012  |
| openSUSE 11.3      |                     | 20 janvier 2012  |
| openSUSE 11.2      |                     | 12 mai 2011      |
| openSUSE 11.1      |                     | 14 janvier 2011  |
| openSUSE 11.0      |                     | 26 juillet 2010  |
| openSUSE 10.3      |                     | 31 octobre 2009  |
| openSUSE 10.2      |                     | 30 novembre 2008 |
| SUSE Linux 10.1    |                     | 31 mai 2008      |
| SUSE Linux 10.0    |                     | 30 novembre 2007 |
| SUSE Linux 9.3     |                     | 30 avril 2007    |
| SUSE Linux 9.2     |                     | 31 octobre 2006  |
| SUSE Linux 9.1     |                     | 30 juin 2006     |

Chaque série (15.X) est supporté au moins 36 mois jusqu'à la suivante (16.x). La version 15 « devrait » être supportée 6 ans. Les sous-versions d'une série sont sorties annuellement et supportées 18 mois, parfois un peu plus (source : OpenSuse.org)

## Communauté openSUSE

### Objectifs
Les principes directeurs d'openSUSE décrivent les buts du projet et comment celui-ci est dirigé.
Les buts du projet openSUSE sont de : 
- faire d'openSUSE la distribution Linux la plus facile à obtenir pour n'importe qui et la plateforme libre la plus répandue au monde ;
- fournir un environnement de collaboration open source qui fasse d'openSUSE la meilleure distribution Linux du monde pour les nouveaux utilisateurs, mais aussi les utilisateurs expérimentés ;
- simplifier énormément et ouvrir les procédés de développement des paquets, pour faire d'openSUSE la plateforme de choix pour les développeurs Linux et les créateurs d'applications.

### Structure
De façon générale, la communauté est organisée en plusieurs équipes qui se concentrent sur différents domaines d'intérêt particulier de la distribution ou du projet en général. Aussi, on distingue transversalement la catégorisation suivante :

#### Conseil openSUSE
Le conseil openSUSE (ou Board openSUSE), mis en place pour diriger l'ensemble du projet. Il est composé de cinq membres démocratiquement élus, dont deux employés de SUSE et trois membres issus de la communauté, ainsi que d'un chairman désigné par SUSE. Les principales tâches pour les membres du conseil sont les suivants : agir comme un point de contact central, aider à résoudre les conflits, communiquer les intérêts de la communauté à Novell, faciliter la communication entre tous les secteurs de la communauté, et faciliter le processus de prise de décision en cas de besoin.
Le conseil fournit des directives et soutient les structures de gouvernance existantes, mais ne dirige pas ni ne contrôle le développement, dans la mesure où des mécanismes communautaires existent pour réaliser les objectifs du projet. Le conseil documente les décisions et les règlements.

#### Membres openSUSE
Les Membres openSUSE sont des contributeurs qui se sont particulièrement distingués en apportant une contribution continue et substantielle au projet openSUSE. Ils sont approuvés par le conseil openSUSE et bénéficient de certains avantages : ils reçoivent une adresse e-mail @opensuse.org, un cloack IRC @opensuse/member/nom et ont droit à un compte sur le blog Lizards.openSUSE.org. Plus important, ils ont droit à participer aux élections du conseil openSUSE et aux votes de la communauté openSUSE.

#### Utilisateurs openSUSE
openSUSE, en étant un projet communautaire ouvert et global, est constitué de contributeurs et utilisateurs issus de la planète entière.

### Popularité
En 2008, bien que connaissant un succès grandissant sur le plan international, openSUSE reste néanmoins peu utilisée dans le monde francophone en regard des autres distributions. Elle semble en revanche très populaire en Allemagne, en Russie, en République tchèque et en Indonésie.